# Albania indipendente
L'Albania indipendente (in albanese Shqipëria e Pavarur) fu uno Stato parlamentare dichiarato a Valona (facente all'epoca parte dell'Impero ottomano) il 28 novembre 1912. Nello stesso giorno fu costituita la sua assemblea mentre il governo e il senato furono istituiti il 4 dicembre 1912.
La delegazione dell'Albania presentò un memorandum alla Conferenza di Londra del 1913 chiedendo il riconoscimento internazionale dell'Albania indipendente. All'inizio della conferenza fu deciso che la regione dell'Albania sarebbe stata sotto la sovranità ottomana ma con un governo autonomo. Le richieste della delegazione per il riconoscimento basato sui diritti etnici degli albanesi furono respinte e il trattato firmato il 30 maggio 1913 spartiva gran parte delle terre rivendicate tra Serbia, Grecia e Montenegro, lasciando come territorio indipendente solo una regione centrale, che era messa sotto la protezione delle Grandi potenze. Gli ambasciatori di sei Grandi potenze si incontrarono nuovamente il 29 luglio 1913 e decisero di costituire un nuovo Stato, il Principato d'Albania, come monarchia costituzionale. Infine, con la firma del Trattato di Bucarest nell'agosto 1913, fu istituito questo nuovo Stato indipendente, lasciando circa il 40% della popolazione di etnia albanese al di fuori dai suoi confini.

## Nome
Il nome dello stato utilizzato nel testo della dichiarazione di indipendenza dell'Albania è Shqipëria (in italiano Albania). È indicato anche come "l'Albania indipendente" (in albanese Shqipëria e Mosvarme), lo "Stato albanese" (in albanese Shteti Shqiptar) o lo "Stato indipendente di Albania" (in albanese Shteti i pavarur shqiptar).

## Sistema politico
L'Albania indipendente fondata il 28 novembre 1912 è il primo Stato albanese nella storia moderna. Fu uno Stato parlamentare ma non monarchico. Alcune fonti la chiamano Repubblica d'Albania o Repubblica Albanese.
L'Albania divenne uno stato indipendente attraverso quattro decisioni costituzionali dell'Assemblea di Valona prese il 28 novembre 1912:
1. L'Albania, da oggi, dovrebbe essere sola, libera e indipendente
2. sotto un governo provvisorio
3. che un consiglio degli anziani (Senato) sia eletto per assistere e supervisionare il governo
4. una commissione va inviata in Europa per difendere gli interessi albanesi tra le Grandi Potenze

## Territorio
L'autorità dello stato era limitata alle regioni di Valona, Berat e Lushnje. Il territorio rivendicato era molto più vasto del territorio dell'Albania contemporanea e del territorio su cui il governo provvisorio esercitava il suo potere. Comprendeva i territori del vilayet del Kosovo, del vilayet di Monastir, del vilayet di Scutari e del vilayet di Giannina. Il Trattato di Londra, firmato il 30 maggio 1913, ridusse il territorio dello stato albanese alle sue regioni centrali dopo aver spartito una parte significativa del territorio rivendicato dall'Albania tra gli alleati balcanici (una parte importante dell'area settentrionale e occidentale fu assegnata alla Serbia e Montenegro mentre la regione meridionale della Ciamuria entrò a far parte della Grecia). Il Kosovo  fu dato alla Serbia con il trattato di Londra su insistenza della Russia.
Durante la prima guerra balcanica i regni di Grecia, Serbia, Bulgaria e Montenegro aspiravano a incorporare l'intera regione nei loro stati (negando completamente l'indipendenza dell'Albania), e la maggior parte del territorio fu quindi conquistato e occupato dai loro eserciti. L'Albania indipendente esercitò tuttavia il controllo su una area territoriale che includeva Valona, Berat, Fier e Lushnje.

## Storia

### Vilayet albanese

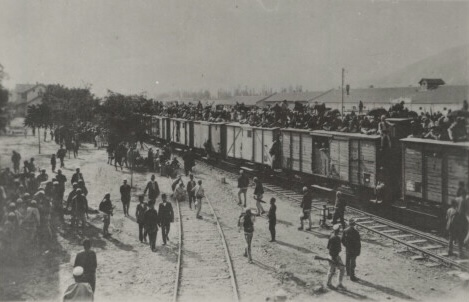
Ribelli albanesi conquistano Skopje nell'agosto 1912

Fino al settembre 1912, il governo ottomano tenne intenzionalmente gli albanesi divisi in quattro vilayet etnicamente eterogenei per impedire l'unificazione nazionale albanese. Le riforme introdotte dai Giovani Turchi provocarono la rivolta albanese del 1912 che durò dal gennaio all'agosto 1912. Nel gennaio 1912, Hasan Prishtina, deputato albanese nel parlamento ottomano, avvertì pubblicamente i membri parlamentari che la politica del governo dei Giovani Turchi avrebbe portato a una rivoluzione in Albania. La rivolta albanese ebbe successo e fino all'agosto 1912 i ribelli riuscirono a prendere il controllo su tutto il vilayet del Kosovo (compresi Novi Pazar, Sjenica, Pristina e persino Skopje), una parte del vilayet di Scutari (compresi Elbasan, Përmet e Leskovik), Konitsa nel vilayet di Giannina e Debar nel vilayet di Monastir. Il governo ottomano pose fine alla rivolta albanese il 4 settembre 1912 accettando tutte le richieste relative alla creazione di un sistema autonomo unificato di amministrazione e giustizia per gli albanesi all'interno di un unico vilayet, il vilayet albanese.

### Prima guerra balcanica

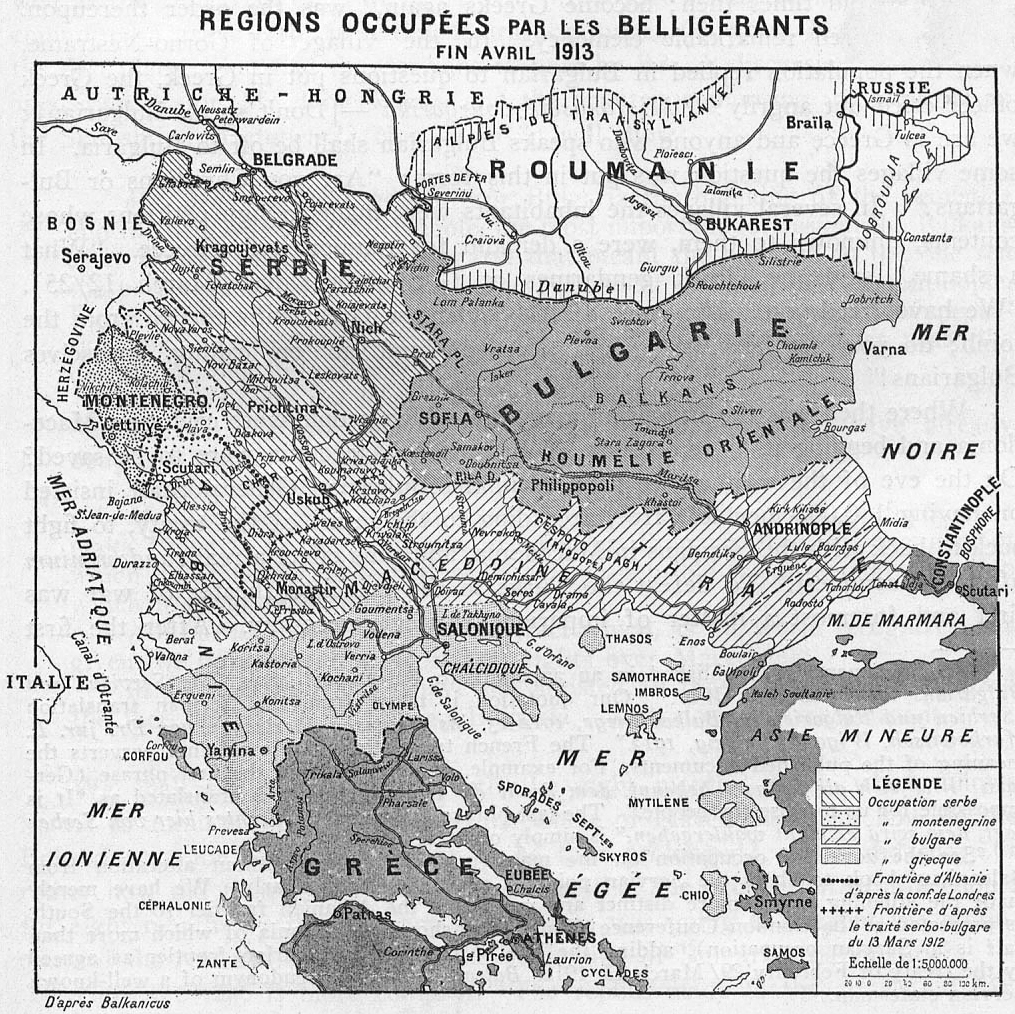
Situazione nei Balcani durante la prima guerra balcanica, nel 1914.

Il successo della rivolta albanese inviò un forte segnale ai paesi vicini sulla debolezza dell'Impero ottomano. Inoltre, il Regno di Serbia si oppose al progetto di un vilayet albanese, preferendo una spartizione del territorio europeo dell'Impero ottomano tra i quattro alleati balcanici. Nel frattempo si convenne che il territorio conquistato dovesse avere lo status di condominio.
I leader albanesi, tra cui Faik Konitza e Fan Noli, organizzarono un grande incontro il 7 ottobre 1913 a Boston e decisero che gli albanesi si sarebbero dovuti "unire completamente al governo ottomano contro i nemici dell'Impero" perché "se la Turchia fosse stata sconfitta, gli stati balcanici avrebbero fatto a pezzi l'Albania". Quella decisione era rischiosa, perché se gli ottomani fossero stati sconfitti, la partecipazione albanese alla guerra balcanica dalla parte ottomana sarebbe servita come giustificazione per gli alleati balcanici a dividere l'Albania come provincia ottomana. Gli albanesi che furono mobilitati nell'esercito ottomano combatterono per il loro paese piuttosto che per l'Impero ottomano.
Durante la prima guerra balcanica gli eserciti combinati degli alleati balcanici superarono gli eserciti ottomani numericamente inferiori e strategicamente svantaggiati e ottennero un rapido successo. Occuparono quasi tutti i restanti territori europei dell'Impero ottomano compreso il territorio del proposto vilayet albanese.
All'inizio di novembre 1912, i leader albanesi si appellarono all'imperatore Francesco Giuseppe I d'Austria-Ungheria, spiegando la difficile situazione nel loro paese perché porzioni dei quattro vilayet erano rivendicati anche dalla Lega Balcanica che era presente sulle terre contese. l'Austria-Ungheria e l'Italia si opposero fermamente all'arrivo dell'esercito serbo sul mare Adriatico perché lo percepivano come una minaccia al loro dominio sull'Adriatico e temevano che un porto serbo adriatico potesse diventare una base russa. Ismail Qemali, che era stato deputato albanese nel parlamento ottomano, si assicurò il sostegno dell'Austria-Ungheria per l'autonomia dell'Albania all'interno dell'Impero ottomano, ma non per la sua indipendenza.

### Congresso albanese
Ismail Qemali invitò i rappresentanti di tutte le parti del Vilayet albanese a partecipare al Congresso panalbanese tenutosi a Valona il 28 novembre 1912. All'inizio della sessione, Ismail Qemali fece riferimento ai diritti albanesi minacciati acquisiti durante le rivolte albanesi nei quattro anni precedenti e spiegò ai partecipanti al congresso che avrebbero dovuto fare tutto il necessario per salvare l'Albania. Dopo il suo discorso iniziarono a controllare i documenti perché si decise che ogni kaza del Vilayet albanese sarebbe stata contata come un voto, indipendentemente dal numero dei suoi delegati. I partecipanti a questo congresso sono considerati i padri fondatori dell'Albania.

### Dopo la dichiarazione di indipendenza

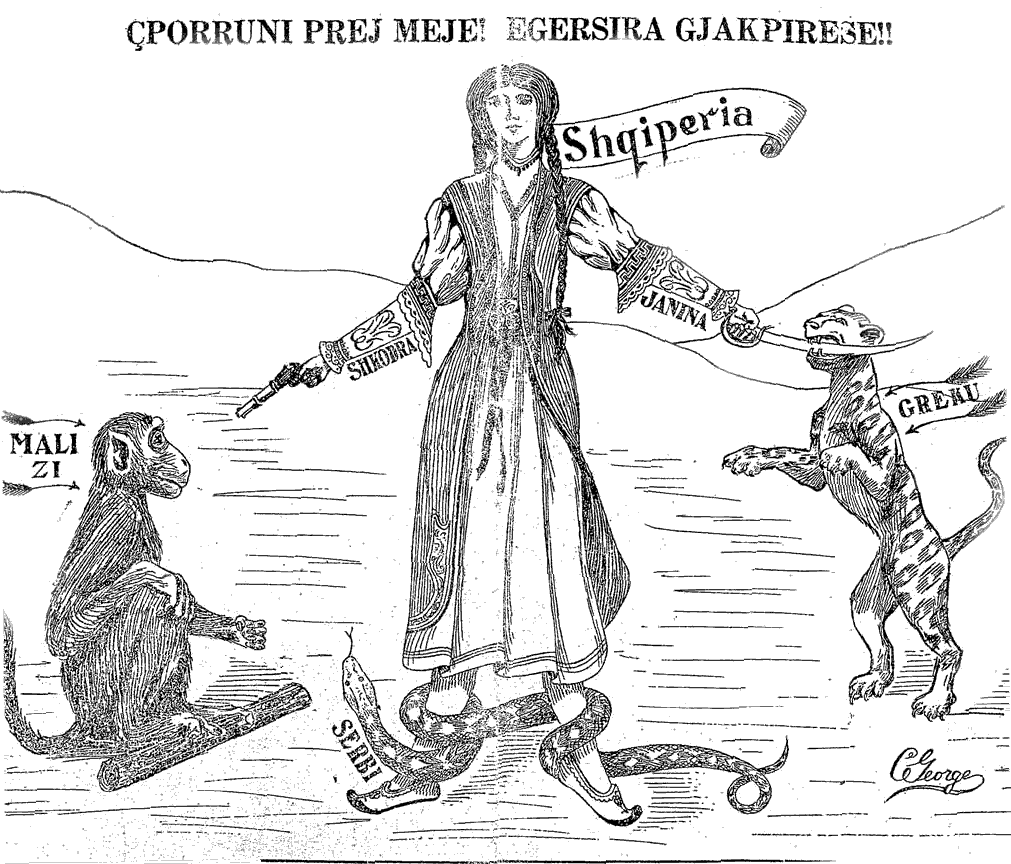
La caricatura pubblicata nel febbraio 1913 mostra l'Albania che si difende dai paesi vicini. Il Montenegro è rappresentato come una scimmia, la Grecia come un leopardo che attacca Giannina e la Serbia come un serpente. Testo in albanese: "Fuggite da me! Bestie succhiasangue!"

La prima comunicazione della proclamata indipendenza fu inviata al comando dell'esercito serbo a Ohrid. Il 29 novembre 1912, l'esercito del Regno di Serbia catturò Durazzo senza alcuna resistenza e stabilì la contea di Durazzo con quattro distretti (in serbo срез?): Durazzo, Lezha, Elbasan e Tirana. Le nuove autorità serbe dovettero affrontare grandi difficoltà nel governare una nuova contea perché tutte le guarnigioni isolate dell'esercito con un piccolo numero di soldati erano state distrutte in un paio di giorni. Sebbene alcuni capi clan proponessero di organizzare una resistenza armata contro le truppe della Serbia nelle parti occupate dell'Albania, il governo provvisorio dell'Albania indipendente decise di evitare perdite inutili e concluse un accordo (besa) per mantenere l'armonia nel territorio occupato.
Le relazioni internazionali dell'Albania iniziarono a funzionare a livello statale dopo che fu proclamata l'indipendenza e i primi sforzi diplomatici del suo governo furono le richieste per il riconoscimento internazionale dello stato albanese. Nel dicembre 1912 una delegazione dell'Albania presentò un memorandum alla Conferenza di Londra del 1913 insistendo sui diritti etnici degli albanesi e chiese un riconoscimento internazionale dell'Albania indipendente composta da Kosovo, Macedonia occidentale comprese Skopje e Bitola e l'intero territorio dell'Epiro fino ad Arta.

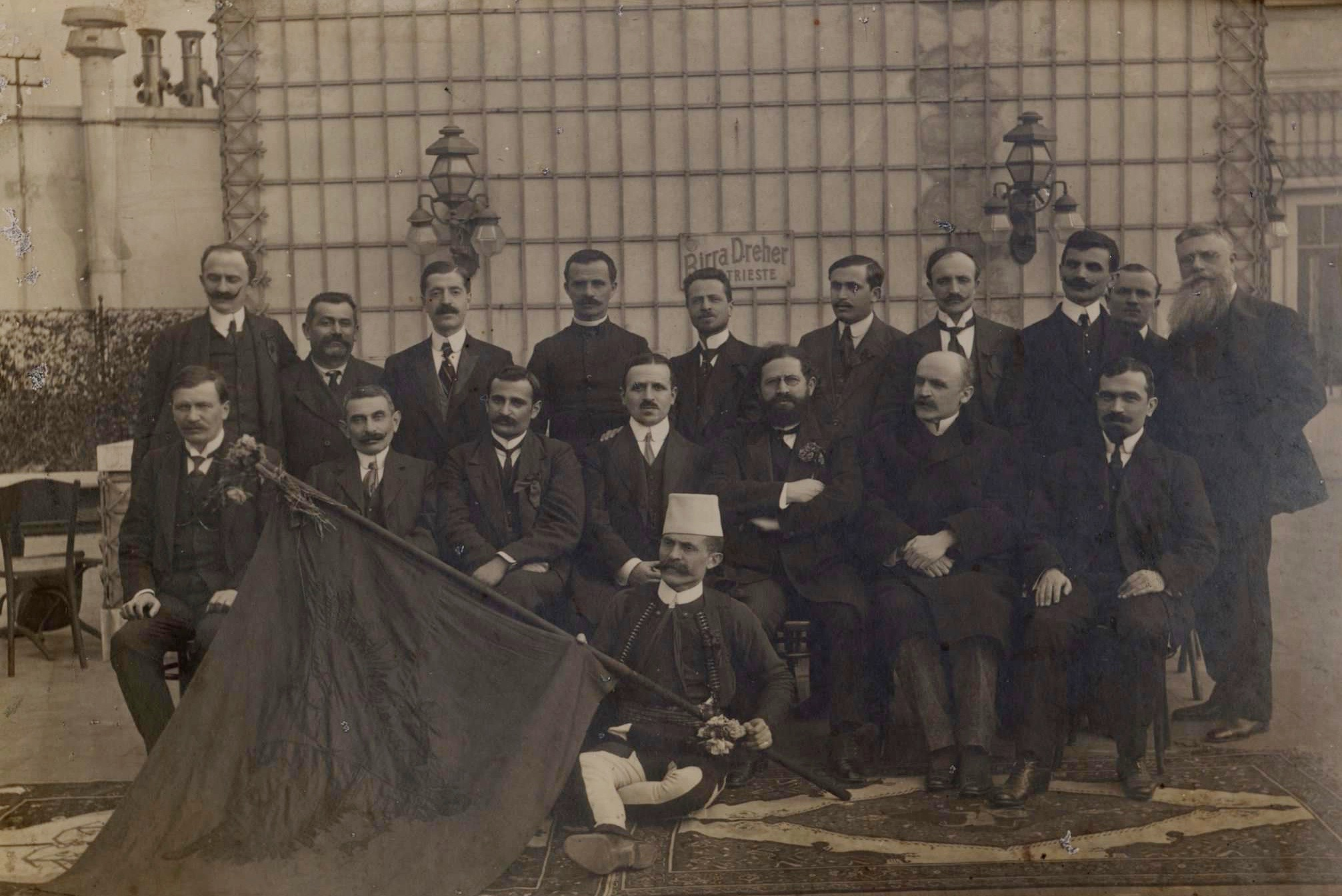
I principali delegati del Congresso albanese di Trieste con la loro bandiera nazionale, 1913.

Circa 120 illustri politici e intellettuali albanesi parteciparono al Congresso albanese di Trieste dal 27 febbraio al 6 marzo 1913 e chiesero alle grandi potenze un riconoscimento dell'indipendenza politica ed economica dell'Albania. Isa Boletini e Ismail Qemali si recarono a Londra nel marzo 1913 per ottenere il sostegno della Gran Bretagna per il loro nuovo paese. Il 6 marzo Giannina fu conquistata dalle forze del Regno di Grecia. Nel marzo 1913 un gruppo di 130 (o 200) soldati del Regno di Serbia fu trucidato vicino Prizren da irregolari albanesi come atto di vendetta per la repressione dell'esercito serbo.
Nell'aprile 1913 l'esercito del Regno di Serbia si ritirò da Durazzo ma rimase in altre parti dell'Albania. Dall'altro lato, il Regno del Montenegro riuscì a catturare Scutari il 23 aprile 1913 dopo sei mesi di assedio. Tuttavia, a guerra finita, le Grandi potenze non assegnarono la città al Regno del Montenegro, che fu costretto a evacuarla nel maggio 1913.
Nel maggio 1913, i delegati dell'Albania a Londra richiesero un sovrano britannico e presero in considerazione l'idea di offrire il trono albanese ad Aubrey Herbert.

### Trattato di Londra

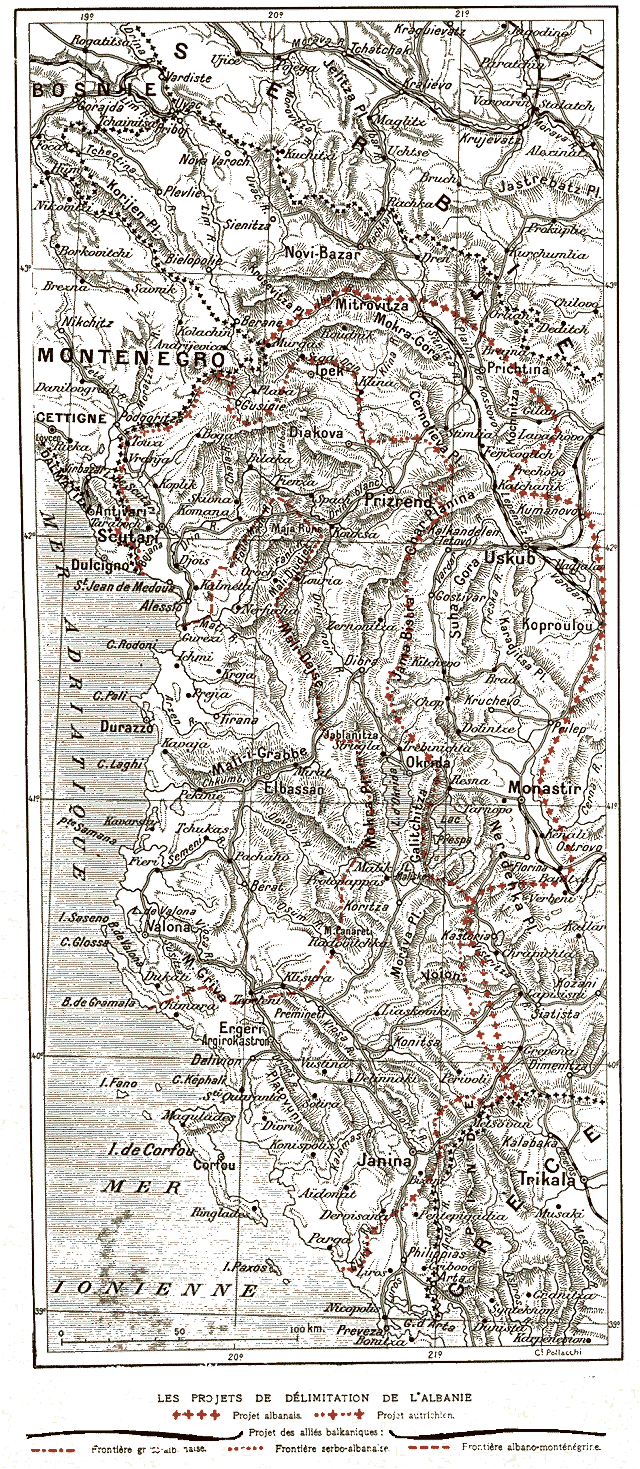
Vari confini per l'Albania proposti durante la Conferenza di Londra del 1912-13

Le Grandi potenze non esaudirono le richieste di riconoscimento dell'Albania. All'inizio della conferenza di Londra nel dicembre 1912 gli ambasciatori di tutte e sei le Grandi potenze respinsero il piano per stabilire un'Albania indipendente. Decisero invece che l'Albania sarebbe stata sotto la sovranità ottomana ma con un governo autonomo. Dopo che divenne ovvio che l'Impero ottomano avrebbe perso tutta la Macedonia e il suo collegamento territoriale con l'Albania, le Grandi potenze si resero conto che dovevano cambiare la loro decisione.
Il Trattato di Londra, firmato il 30 maggio 1913, divise una parte significativa del territorio rivendicato dall'Albania tra gli alleati balcanici indipendentemente dalla sua composizione etnica, riducendo il territorio albanese alle sue regioni centrali.

### Dopo il trattato di Londra
Nel settembre 1913 l'Albania indipendente sostenne e aiutò segretamente la rivolta di Ohrid-Debar perché Ismail Qemali pensava che l'Albania indipendente fosse troppo debole per affrontare apertamente il Regno di Serbia. Qemali ordinò l'attacco simultaneo delle forze albanesi guidate da Isa Boletini e Bajram Curri nella regione di Prizren. La città di Peshkopi fu catturata il 20 settembre 1913. I locali albanesi e bulgari espulsero l'esercito e gli ufficiali serbi, creando una prima linea di 15 km a est di Ohrid. Venne istituita un'amministrazione locale a Ohrid. L'esercito serbo di 100.000 regolari represse la rivolta in diversi giorni. Migliaia furono uccisi e decine di migliaia di abitanti locali fuggirono in Bulgaria e in Albania per salvarsi la vita. Secondo il Rapporto della Commissione Internazionale del Carnegie Endowment for International Peace il numero di rifugiati albanesi ammontava a 25.000.
Il 16 ottobre 1913, Essad Pasha Toptani, che era stato anche deputato albanese nel parlamento ottomano, istituì la Repubblica dell'Albania Centrale con il suo centro amministrativo a Durazzo. Anche lo stato di Toptani fu di breve durata e non riconosciuto, con il suo territorio delimitato dai fiumi Mat a nord e Shkumbin a sud. Divise ulteriormente il territorio già troncato dell'Albania. Toptani contestò lo status del governo provvisorio e negò che il governo di Qemali fosse legittimo, sottolineando che fosse "la creazione personale di un certo numero di uomini". Nel luglio 1913 Ismail Qemali tentò senza successo di placare Toptani nominandolo ministro degli Interni. Toptani fu anche costretto, come Qemali poco prima, dalle Grandi potenze a dimettersi il 1º febbraio 1914.

## Politica

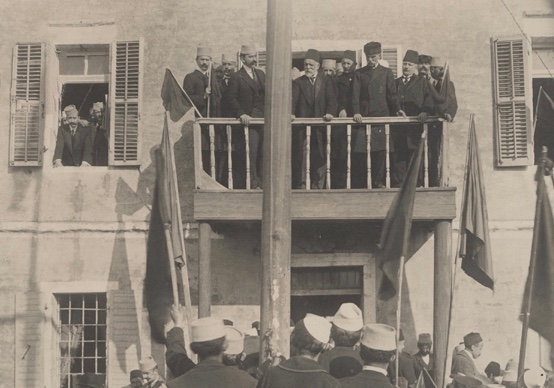
Ismail Qemali e il suo gabinetto durante la celebrazione del primo anniversario dell'indipendenza a Valona il 28 novembre 1913.

### Dichiarazione di indipendenza
All'inizio della sessione Ismail Qemali sottolineò che l'unico modo per impedire la divisione del territorio dell'Albania tra gli alleati balcanici era quello di stabilirlo come stato indipendente, separato dall'Impero ottomano. La proposta di Qemali fu accettata all'unanimità e si decise di firmare la dichiarazione di indipendenza dell'Albania a nome dell'Assemblea costituita di Valona (in albanese: Kuvendi i Vlorës) i cui membri erano i rappresentanti di tutte le regioni dell'Albania. Con la dichiarazione di indipendenza albanese l'Assemblea di Valona rifiutò l'autonomia concessa dall'Impero ottomano del vilayet albanese progettato un paio di mesi prima. Il consenso era per la completa indipendenza.
La seduta fu quindi sospesa e i membri della neonata Assemblea Nazionale si recarono nella dimora di Ismail Qemali che issò la bandiera di Skanderbeg sul balcone di casa, davanti al popolo radunato.

### Governo e Senato
La costituzione del governo fu rinviata alla quarta sessione dell'Assemblea di Valona, tenutasi il 4 dicembre 1912, fino all'arrivo a Valona dei rappresentanti di tutte le regioni dell'Albania. Durante tale sessione i membri dell'assemblea istituirono il governo provvisorio albanese. Era un governo composto da dieci membri, guidato da Ismail Qemali, fino alle sue dimissioni il 22 gennaio 1914. L'Assemblea istituì il Senato (in albanese Pleqësi) con funzioni consultive al governo, composta da 18 membri dell'Assemblea.
Ismail Qemali fu nominato primo ministro dell'Albania indipendente. Nella stessa seduta del 4 dicembre 1912 l'assemblea nominò gli altri membri del governo:
- Primo ministro (e de facto capo dello Stato): Ismail Qemali
- Vice primo ministro: Dom Nikollë Kaçorri
- Ministro degli affari esteri (in via provvisoria): Ismail Qemali
- Ministro degli affari interni: Myfit Bej Libohova (nel luglio 1913 Essad Pasha Toptani)
- Ministro della guerra: Generale Mehmet Pashë Derralla (da Tetovo in Macedonia)
- Ministro delle finanze: Abdi Toptani
- Ministro della giustizia: Petro Poga
- Ministro dell'istruzione: Luigj Gurakuqi
- Ministro dei servizi pubblici: Mit'hat Frashëri (da Giannina in Grecia)
- Ministro dell'agricoltura: Pandeli Cale
- Ministro delle poste e dei telegrafi: Lef Nosi

### Servizi pubblici

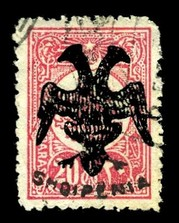
Francobollo dell'Albania indipendente, 16 giugno 1913.

Una settimana dopo la proclamazione dell'indipendenza dell'Albania, fu istituito il suo primo Ministero delle Poste e dei Telegrafi con Lef Nosi come suo ministro. L'Albania indipendente rilevò gli uffici postali ottomani e compì sforzi significativi per rendere identificabile il servizio postale albanese. Gli uffici postali dell'Albania indipendente usarono i sigilli postali ottomani fino alla fine di aprile e all'inizio di maggio 1913, quando furono sostituiti dai sigilli postali dell'Albania con il nome del luogo nella parte superiore del sigillo e il nome dello stato, Albania (Shqipenie), nella parte inferiore. Il 5 maggio 1913 furono messi in circolazione i primi francobolli dell'Albania. Il 7 luglio 1913 l'Albania presentò una richiesta ufficiale all'Unione postale universale (UPU) per l'adesione. La richiesta tuttavia fu respinta, e l'Albania sarebbe diventata membro dell'UPU solo nel 1922.
Dopo che l'Albania ottenne l'indipendenza dall'Impero ottomano nel 1912, il suo sistema giuridico continuò a funzionare sotto il codice civile ottomano (Mejelle) per un certo tempo.
Dal 28 novembre 1912 fino al 1926 il governo albanese non coniò alcuna moneta. Le transazioni avvenivano in monete d'oro e d'argento di altri paesi, mentre l'unità di conto ufficiale era il franco dell'Unione monetaria latina.
Fino al 1912, il sistema educativo in Albania dipendeva dalle istituzioni religiose. I musulmani frequentavano le scuole ottomane, la popolazione ortodossa frequentava le scuole greche o armene, i cattolici frequentavano le scuole italiane o austriache, mentre nei distretti vicini agli stati slavi la popolazione frequentava scuole serbe o bulgare. Quando l'Albania fu dichiarata indipendente nel 1912, il suo governo prese misure per chiudere le scuole straniere e per aprire quelle albanesi. Dal 1912 al 1914, non ci furono molte opportunità e tempo per il progresso dell'istruzione nazionale, a causa dell'instabilità politica e dello scoppio della prima guerra mondiale. La prima scuola laica fu aperta a Scutari nel 1913.

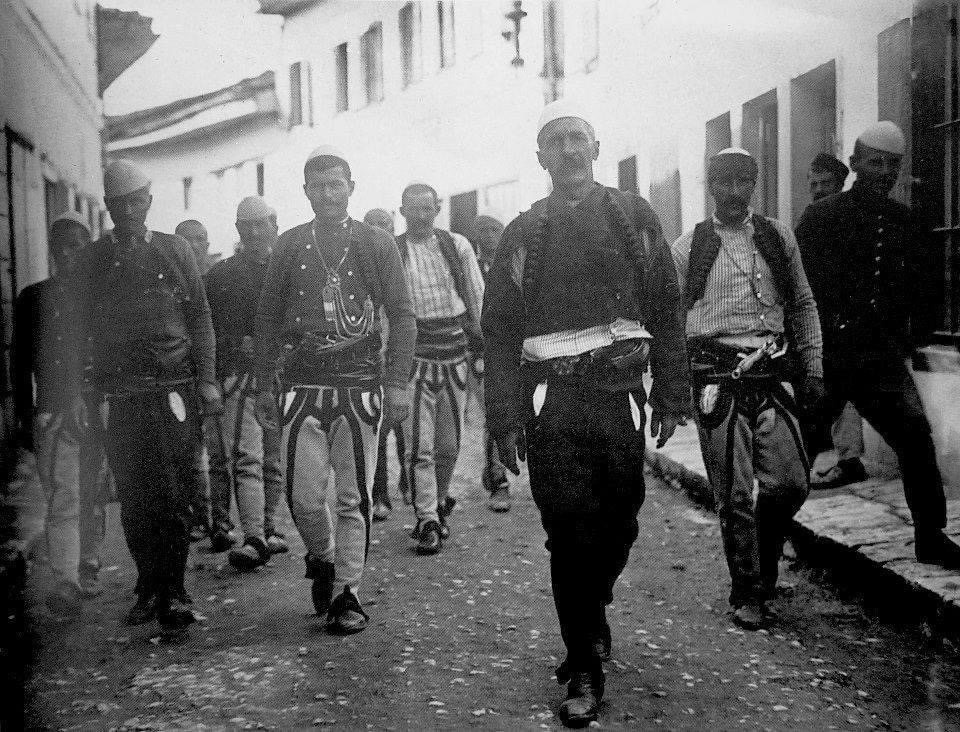
Isa Boletini con uomini del Kosovo per le strade di Valona nel 1912

Un gruppo di combattenti del Kosovo guidati da Isa Boletini fu il primo nucleo delle forze armate dell'Albania istituite il 4 dicembre 1912. Le forze ottomane appoggiarono il governo dell'Albania indipendente fino all'inizio del 1913, anche se non ne riconobbero l'indipendenza.
Le forze dell'ordine (gendarmeria e polizia albanese) dell'Albania indipendente furono istituite il 13 gennaio 1913. Circa 70 ex ufficiali ottomani furono assunti come ufficiali delle forze dell'ordine dell'Albania indipendente. Il primo direttore della polizia albanese fu Halim Jakova-Gostivari, mentre i primi comandanti della gendarmeria furono Alem Tragjasi, Hysni Toska, Sali Vranishti e Hajredin Hekali. Le uniformi della polizia albanese erano colorate in grigio e verde, e i colletti erano rossi e neri.

## Economia
L'economia dell'Albania, dopo essere diventata indipendente nel 1912, era basata sull'agricoltura e sull'allevamento primitivi, senza un'industria significativa e poco commercio internazionale. A partire dal 1912, l'Albania avviò le attività volte ad attuare una riforma agraria, che trasferisse la proprietà delle terre arabili dai grandi proprietari terrieri ai contadini.

## Conseguenze

Confini del Principato d'Albania, riconosciuti dal Trattato di Bucarest.

I trattati di Londra e di Bucarest si occuparono degli ultimi adeguamenti territoriali derivanti dalla conclusione delle guerre balcaniche. Dopo la firma del trattato di Londra, gli ambasciatori di sei Grandi potenze decisero di costituire un nuovo stato, l'Albania, come principato ereditario.
(— Decisione degli ambasciatori delle sei Grandi Potenze presa il 29 luglio 1913 durante la 54ª riunione della Conferenza degli Ambasciatori)
Le Grandi potenze si rifiutarono di riconoscere il governo provvisorio dell'Albania e organizzarono invece la Commissione Internazionale di Controllo (ICC) per occuparsi dell'amministrazione del principato appena costituito fino all'arrivo del nuovo monarca. Il primo organismo delle forze dell'ordine del nuovo principato fu la Gendarmeria Internazionale.
Il trattato di Bucarest, firmato il 10 agosto 1913, stabilì l'Albania riconosciuta a livello internazionale come uno stato indipendente. La creazione dello stato albanese nel 1913 in seguito alle guerre balcaniche, fu il loro unico risultato politico.
Un complotto del governo dei Giovani Turchi e guidato da Bekir Fikri per ripristinare il controllo ottomano sull'Albania attraverso l'insediamento di un ufficiale ottomano-albanese Ahmed Izzet Pasha come monarca fu scoperto dai serbi e segnalato alla Corte penale internazionale. Ismail Qemali sostenne il complotto per l'assistenza militare contro Serbia e Grecia. L'ICC permise ai suoi ufficiali olandesi che prestavano servizio come Gendarmeria albanese di dichiarare lo stato di emergenza e fermare il complotto. Fecero irruzione Valona il 7-8 gennaio 1914, scoprendo più di 200 truppe ottomane e arrestarono Fikri. Durante il processo di Fikri emerse il complotto e un tribunale militare della Corte penale internazionale sotto il colonnello Willem de Veer lo condannò a morte, pena successivamente commutata in ergastolo, mentre Qemali e il suo gabinetto si dimisero.
Dopo una dimostrazione di indipendenza del governo di Qemali, le Grandi potenze si arrabbiarono e la Commissione Internazionale di Controllo costrinse Qemali a farsi da parte e lasciare l'Albania.

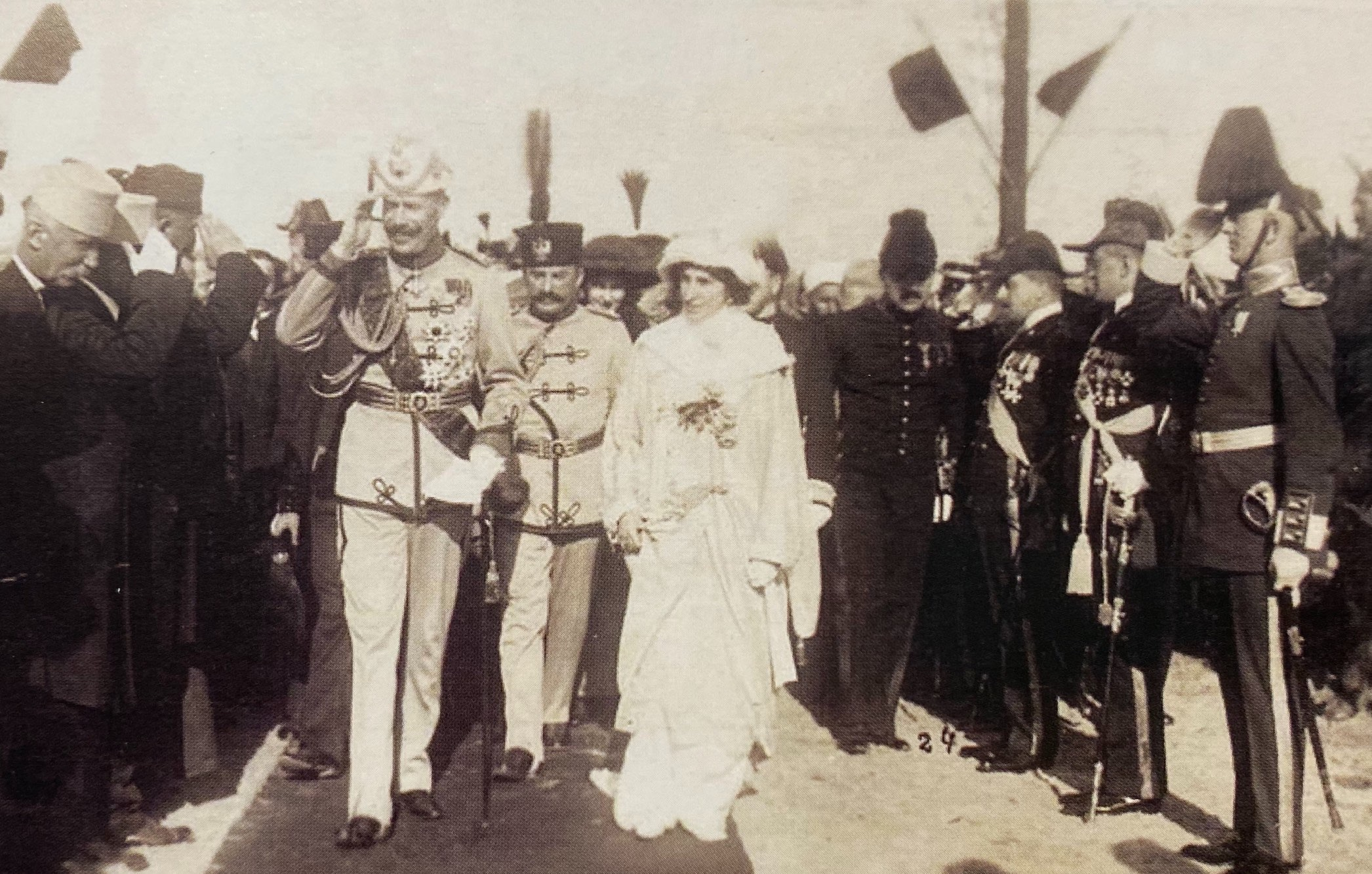
Guglielmo, principe d'Albania e sua moglie, la principessa Sofia d'Albania, arrivano a Durazzo, Albania, il 7 marzo 1914.

Nel 1914, dopo una graduale assunzione dell'amministrazione del paese, la Commissione Internazionale di Controllo preparò una bozza di costituzione (in albanese: Statuti Organik) con 216 articoli. Fu una base per l'istituzione dell'Assemblea nazionale con potere legislativo in Albania che fu concepita come una monarchia costituzionale ereditaria. Secondo la costituzione, il nuovo principato avrebbe avuto, con poche eccezioni, la stessa organizzazione amministrativa che aveva durante la sovranità dell'Impero ottomano. Sarebbe stata suddivisa in sette distretti amministrativi, ciascuno dei quali avrebbe scelto tre rappresentanti per l'assemblea nazionale a suffragio diretto. Il principe avrebbe nominato dieci rappresentanti e i capi di tutte e tre le religioni (islam, ortodossa e cattolica) sarebbero stati anche rappresentanti nell'assemblea nazionale, con un mandato quadriennale. Il Consiglio dei ministri, con poteri esecutivi, sarebbe stato nominato dal principe. Dopo che fu stabilita la forma di governo monarchica dalla Commissione Internazionale di Controllo nel 1914, il sistema politico dell'Albania divenne una monarchia.
Il gruppo più numeroso di albanesi rimasti al di fuori dal nuovo stato erano gli albanesi del Kosovo, la culla del nazionalismo albanese del XIX secolo. La Germania nazista e l'Italia fascista sfruttarono il malcontento degli albanesi per gli imprecisi confini etnici.

## Commemorazioni
Dal momento che l'Albania fu dichiarata indipendente il 28 novembre 1912, ogni 28 novembre è commemorato da tutti gli albanesi (ovunque vivano nel mondo) come festa nazionale (giorno dell'indipendenza albanese o giorno della bandiera). Nella Repubblica d'Albania, il giorno è celebrato come un giorno festivo. Nella Repubblica del Kosovo, il giorno è una giornata festiva ufficiale da una decisione del 2011 del gabinetto del primo ministro Hashim Thaçi.
Gli atti del convegno dedicato al 70º anniversario dell'indipendenza dell'Albania organizzato nel novembre 1982 dall'Accademia delle Scienze dell'Albania erano intitolati Le forze nazionali contro il dettato imperialista nell'organizzazione dello Stato albanese, 1912-1914: Rapporto. Nel 1992 l'Accademia delle Scienze dell'Albania organizzò una conferenza dedicata all'80º anniversario dell'Albania indipendente e pubblicò un documento dal titolo: L'organizzazione del governo, del sistema giudiziario e militare dell'Albania (1912-1914). L'anno 2012 è stato l'anno del centenario dell'indipendenza dell'Albania. Il giorno di apertura della lunga celebrazione annuale è stato il 17 gennaio 2012 durante una solenne cerimonia tenutasi presso il Parlamento dell'Albania e alla presenza dei rappresentanti albanesi della Repubblica del Kosovo, Macedonia, Montenegro, Preševo e Bujanovac, che si riunirono quel giorno come 100 anni fa.
Il Ministero del Turismo, degli Affari Culturali, della Gioventù e dello Sport ha indetto in data 22 dicembre 2011 il Concorso Internazionale per la realizzazione in scultura dell'opera monumentale dedicata al “100º anniversario della Dichiarazione di Indipendenza dello Stato Albanese: 28 novembre 1912 –28 novembre 2012 ”.

## Galleria d'immagini

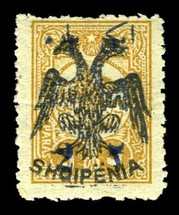
16 giugno 1913
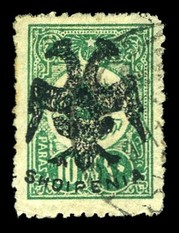
16 giugno 1913
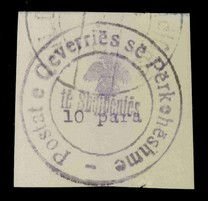
25 ottobre 1913
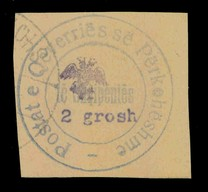
25 ottobre 1913
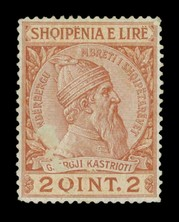
1 dicembre 1913